# Robert Berry
Robert Berry (San Jose, 24 aprile 1950) è un cantante, polistrumentista e produttore discografico statunitense.

## Carriera
Diventa popolare negli anni ottanta grazie alla collaborazione con Keith Emerson e Carl Palmer, con i quali forma i 3 (conosciuti anche come "Emerson, Berry & Palmer") che si scioglieranno dopo un solo album, To the Power of Three (1988). Successivamente, rimpiazza Steve Hackett nei GTR. Dall'inizio degli anni novanta fa parte degli Alliance, band costituita da alcuni ex membri della band di Sammy Hagar, ex-cantante dei Van Halen. Dal 1985 porta avanti una carriera solista, dove dimostra le sue doti di chitarrista virtuoso e di cantante.

## Discografia

### Da solista
- Back to Back (1985)
- Pilgrimage to a Point (1992)
- In These Eyes (1994)
- Takin' It Back (1995)
- A Soundtrack for the Wheel of Time (1999)
- Prime Cuts (2006)
- The Dividing Line (2008)

### Con gli Hush
- Hush (1978)
- 79 (1979)
- Hot Tonight (1982)

### Con i 3
- To the Power of Three (1988)
- Live Boston '88 (postumo, 2015)
- Live - Rockin' the Riz (postumo, 2017)

### Con i December People
- Sounds like Christmas (2000)
- Rattle and Humbug (2001)
- DP3 (2005)
- Classic Rock Christmas (2009)
- St. Nicks Picks (2017)

### Con gli Alliance
- Alliance (1997)
- Missing Piece (1999)
- Destination Known (2007)
- Road to Heaven (2009)

### Con gli All 41
- The World's Best Hope (2017)

### Con i 3.2
- The Ruled Have Changed (2018)